# 西北乌克马克
西北乌克马克（德語：Nordwestuckermark，發音：[nɔʁtˈvɛstʔʊkɐˌmaʁk]）是德国勃兰登堡州乌克马克县的市镇，面积254.31平方千米，2023年12月31日人口为4,145人。